# Live from the Relapse Contamination Festival
Live from the Relapse Contamination Festival è un album dal vivo del gruppo musicale High on Fire, pubblicato nel 2005.

## Tracce
1. Blood From Zion - 5:00
2. To Cross the Bridge - 5:43
3. Nemesis - 3:38
4. Razorhoof - 2:45
5. Speedwolf - 4:30
6. Eyes & Teeth - 4:13
7. Hung, Drawn, & Quartered - 4:17
8. Witching Hour - 3:47 (Venom cover)

## Formazione
- Matt Pike - chitarra, voce
- Des Kensel - batteria
- George Rice - basso